# Gambara (nouvelle)
Gambara est une nouvelle d’Honoré de Balzac, parue en 1837 dans la Revue et gazette musicale de Paris à la demande de Maurice Schlesinger, éditeur de musique originaire de Berlin, puis reprise dans La Comédie humaine où elle fait partie des Études philosophiques.

## Historique
À l’époque de la rédaction, le romancier se rendait, chaque semaine, au Théâtre-Italien dans la loge des Guidoboni-Visconti, qui lui avaient permis de découvrir la Scala de Milan et les merveilles de Venise en l’envoyant y régler certaines affaires pour eux.
En octobre 1836, Maurice Schlesinger lui passe commande d’une nouvelle musicale pour la Revue et gazette musicale de Paris. Balzac signe une entente pour livrer la nouvelle à partir du 8 janvier 1837, sous le titre Gambara ou la Voix humaine, dont le personnage lui a été proposé par son secrétaire, Auguste de Belloy. En y travaillant, il a l'idée d'un autre sujet de nouvelle, qui donnera Massimilla Doni.
Gambara est d'abord publié dans la Revue et gazette musicale de Paris en cinq livraisons du 23 juillet au 20 août 1837, tandis que Massimilla Doni ne paraîtra qu'en 1839, à la suite d’Une fille d'Ève. Le texte fut édité en volume, avec Le Cabinet des Antiques, aux éditions Souverain en 1839, avant de prendre place dans l’édition Furne de 1846, dans les Études philosophiques, à la suite de Massimilla Doni, nouvelle écrite elle aussi alors que Balzac revenait d'Italie et qu'il restait très impressionné par cette « mère des arts ».  En 1839, Gambara a été également publié par Meline, Cans et Compagnie, Librairie, Imprimerie et Fonderie à Bruxelles et Leipzig dans un format de poche contenant une dédicace écrite "Aux Jardies" à Monsieur le comte Auguste-Benjamin de Belloy datée de février 1839.  Il était suivi de Le Curé de village.
On retrouve dans cette œuvre la formidable intuition artistique de l’auteur de La Comédie humaine. Alors que, dans Le Chef-d'œuvre inconnu et La Bourse, il explorait le génie du peintre et qu'il fouillait l’âme d’un sculpteur dans Sarrasine, il aborde dans Gambara l'art musical à travers le personnage d’un facteur d’instrument devenu compositeur de musique fou. On a l’impression que l’auteur a tout compris de la composition d’une œuvre, que le musicien, c’est lui. Il fait dire à Gambara :

« La musique est tout à la fois une science et un art. Les racines qu’elle a dans la physique et les mathématiques en font une science ; elle devient un art par l’inspiration qui emploie à son insu les théorèmes de la science. Elle tient à la physique par l’essence même de la substance qu’elle emploie : le son est de l’air modifié ; l’air est composé de principes, lesquels trouvent sans doute en nous des principes analogues qui leur répondent, sympathisent et s’agrandissent par le pouvoir de la pensée. Ainsi l’air doit contenir autant de particules d’élasticités différentes, et capables d’autant de vibrations de durées diverses qu’il y a de tons dans les corps sonores, et ces particules perçues par notre oreille, mises en œuvre par le musicien, répondent à des idées suivant nos organisations. »

Cette nouvelle, restée incomprise à sa parution, a depuis été reconnue comme une œuvre de grande ampleur. Les musicologues ont relevé très peu d’erreurs dans les développements de Balzac, tant l’auteur s’était passionnément documenté. Pour rédiger ces deux nouvelles musicales, Balzac avait en effet étudié la musique et consulté le musicien d'origine bavaroise Jacques Strunz (1783-1852). Le romancier avait une culture musicale si étendue que George Sand, au cours d’une conversation sur la musique, avait, elle aussi, été éblouie par ses idées sur l'opéra et lui avait conseillé d’écrire ce qu’il venait de raconter.

## Résumé
Le comte Andrea Marcosini, noble milanais, flâne au Palais-Royal lorsqu’il découvre dans la foule le visage extraordinaire d’une femme aux yeux de feu. Celle-ci s’enfuit pour lui échapper, mais il la poursuit jusque dans la sordide ruelle où elle disparaît, derrière le Palais-Royal. S’il s’est « attaché aux pas d’une femme dont le costume annonçait une misère profonde, radicale, ancienne, invétérée, qui n’était pas plus belle que tant d’autres qu’il voyait chaque soir aux Bouffons, à l’Opéra », c’est que son regard l’a littéralement envoûté. Aussitôt, le comte mène une enquête et il découvre que cette femme est mariée à un compositeur de musique nommé Gambara, également facteur d’instruments, qui a sur la musique des théories et des pratiques déconcertantes. Sa musique n’est belle que lorsqu’il est ivre. Sa femme Marianna se sacrifie pour lui, fait les travaux les plus humiliants pour maintenir à flot le ménage, car elle croit dur comme fer au génie incompris de son mari. Après avoir tenté de sauver le couple de la misère, de soutenir Gambara de son mieux en lui donnant de l’argent (ou pire, en lui donnant de quoi boire), le comte s'enfuit finalement avec la belle Marianna qu’il abandonnera par la suite pour une danseuse. La femme reviendra auprès de son mari, encore plus misérable qu’avant.
Dans cette nouvelle, Balzac décrit le panharmonicon, alors d'invention récente, présenté en 1807 à Paris par Johann Nepomuk Mælzel et qui produit sous les doigts du musicien une musique extraordinaire : « La musique la plus pure et la plus suave que le comte eût jamais entendue s’éleva sous les doigts de Gambara comme un nuage d’encens au-dessus d’un autel. »